# Michel Laub
Michel Laub (Porto Alegre, 1973) é um escritor e jornalista brasileiro.

## Biografia
Vindo de família judia, Laub formou-se em Direito pela Universidade Federal do Rio Grande do Sul (UFRGS) em 1996. Também se matriculou no curso de Jornalismo da Pontifícia Universidade Católica do Rio Grande do Sul (PUCRS), que, porém, não concluiu . Chegou a trabalhar como advogado em Porto Alegre, sua cidade natal, mas acabou desistindo da carreira.
Escreveu sobre negócios e política para as revistas Carta Capital e República. Em 1997, mudou-se para São Paulo, onde trabalhou na revista Bravo!, da qual chegou a ser diretor de redação. Foi também coordenador de publicações e cursos do Instituto Moreira Salles. Publicou em 1998 o seu primeiro livro, a coletânea de contos Não depois do que aconteceu. 
Seu primeiro romance, Música anterior (2001), recebeu o Prêmio Érico Veríssimo da União Brasileira de Escritores na categoria revelação. Em 2005, foi contemplado com uma bolsa da Fundação Vitae, que lhe permitiu escrever O segundo tempo.  Diário da queda, escrito com apoio de uma bolsa da Funarte, foi a sua primeira obra a abordar sua origem judaica, a partir dos diários de seu avô, um sobrevivente do campo de concentração de Auschwitz. Diário da queda recebeu o Prêmio Brasília de Literatura na categoria romance durante a 1ª Bienal Brasília do Livro e da Leitura, em 2012; além do Prêmio Bravo/Bradesco de melhor romance e uma indicação ao prêmio Portugal-Telecom em sua edição de 2012. É um dos integrantes da edição Os melhores jovens escritores brasileiros da revista britânica Granta.

## Obras publicadas
- 1998 - Não depois do que aconteceu - contos
- 2001 - Música anterior - romance
- 2004 - Longe da água - romance
- 2006 - O segundo tempo - romance
- 2009 - O gato diz adeus - romance
- 2011 - Diário da queda - romance
- 2013 - A maçã envenenada - romance
- 2016 - O tribunal da quinta-feira  - romance
- 2020 - Solução de dois Estados - romance
- 2024 - Passeio com o gigante - romance

## Prêmios
- 2011 - Erico Verissimo[1]
- 2011 - Bravo/Prime[7]
- 2012 - Bienal de Brasília[7]

Finalista
- Portugal Telecom (2005, 2007 e 2012)
- Zaffari&Bourbon (2005 e 2012)
- Prêmio Jabuti (2007)
- Prêmio São Paulo de Literatura (2012).